# Through Times of War
Through Times of War – pierwszy album studyjny norweskiej grupy muzycznej Keep of Kalessin. Wydawnictwo ukazało się w 1997 roku nakładem wytwórni muzycznej Avantgarde Music.

## Lista utworów
Źródło.
| Nr | Tytuł utworu           | Długość |
| -- | ---------------------- | ------- |
| 1. | „Through Times of War” | 04:31   |
| 2. | „Den Siste Krig”       | 04:43   |
| 3. | „As a Shadow Cast”     | 06:09   |
| 4. | „I Choose to Suffer”   | 06:50   |
| 5. | „Skygger av Sorg”      | 05:22   |
| 6. | „Obliterator”          | 05:42   |
| 7. | „Nectarous Red / Itch” | 14:19   |
|    |                        | 47:36   |

## Wydania
| Rok  | Nr katalogowy           | Format             | Wytwórnia                  | Region          | Źródło |
| ---- | ----------------------- | ------------------ | -------------------------- | --------------- | ------ |
| 1997 | AV026, SPV 084-27142 CD | CD, Album          | Avantgarde Music, SPV GmbH | Włochy          | [ 3 ]  |
| 2007 | CDVILED193              | CD, Album, RE, Dig | Peaceville                 | Wielka Brytania | [ 3 ]  |